# Centrohelea
Centroheliozoa é um grupo de protistas, anteriormente agrupados na classe Heliozoa, que inclui formas móveis e sésseis, encontradas em água doce e águas marinhas, especialmente em zonas relativamente profundas.

## Descrição
Os indivíduos são unicelulares e esféricos, geralmente com cerca de 30–80 μm de diâmetro, e cobertos por longos axópodes radiais, projeções celulares estreitas que capturam alimentos e permitem a motilidade das formas móveis.
Alguns géneros não têm cobertura celular, mas a maioria tem um revestimento gelatinoso contendo escamas e espinhos, produzidos em vesículas especiais de deposição. Estes podem ser orgânicos ou siliciosos e podem ter várias formas e tamanhos. Por exemplo, em Raphidiophrys a pilosidade estende-se ao longo das bases dos axópodes, cobrindo-os com espículas curvas que lhes dão uma aparência agulhas de pinheiro, e em Raphidiocystis coexistem espículas curtas espículas em forma de taça e espículas tubulares longas que são apenas um pouco mais curtas que os axópodes. Alguns outros carácteres comuns incluem Heterophrys, Actinocystis e Oxnerella.
Os axópodes dos centrohelídeos são sustentados por microtúbulos em arranjo triangular-hexagonal, que surgem de um grânulo tripartido denominado centroplasto no centro da célula. Axópodes com uma disposição semelhante ocorrem no grupo Gymnosphaerida, que têm sido tradicionalmente considerados centrohelídeos (embora às vezes numa ordem separada dos outros). Isso foi questionado quando se descobriu que apresentam mitocôndrias com cristas tubulares, assim como outros heliozoários, enquanto nos centro-hélices as cristas são planas. Embora isso não seja mais considerado um personagem muito confiável, no geral, os gimnosferídeos parecem ser um grupo separado.

## Taxonomia
A ordem Centroheliozoa inicialmente continha apenas três famílias, mas foi reclassificada por Thomas Cavalier-Smith e Heyden, em 2007, passando a ter a seguinte classificação:
- Subordem Pterocystina
  - Família Pterocystidae
  - Família Choanocystidae
  - Família Heterophryidae
- Subordem Acanthocystina
  - Família Acanthocystidae
  - Família Raphidiophryidae
  - Família Marophryidae

A posição evolucionária do grupo não é clara. Comparações estruturais com outros grupos são difíceis, em parte pela ausência do flagelo, e estudos genéticos tem sido inconclusivos. Cavalier-Smith sugeriu que o grupo pode ser aparentado com o clado dos Rhizaria, mas a maior parte dos pesquisadores consideram o grupo como em incertae sedis. Um estudo de 2009 sugeriu uma relação com os grupos Cryptophyta e Haptophyta (Hacrobia ou Grupo criptomonas-haptófitas).
Este agrupamento de organismos está atualmente classificado como Hacrobia, sob a classe Plantae+HC, embora algumas pesquisas tenham encontrado evidências contra a monofilia do grupo. Os centrohelídeos estão atualmente divididos em duas ordens com morfologia e ultraestrutura das escamas que são contrastantes: Pterocystida e Acanthocystida.
- Classe Centrohelea Kuhn 1926 stat. n. Cavalier-Smith 1993[8]
  - Género Spiculophrys Zlatogursky 2015
  - Ordem Pterocystida Cavalier-Smith 2011
    - Família Choanocystidae Cavalier-Smith & von der Heyden 2007
      - Género Choanocystis Penard 1904 non Cognetti 1918

    - Família Oxnerellidae Cavalier-Smith & Chao 2012
      - Género Oxnerella Dobell 1917

    - Família Heterophryidae Poche 1913
      - Género Heterophrys Archer 1869
      - Género Parasphaerastrum Mikrjukov 1996
      - Género Sphaerastrum Greeff 1873

    - Família Pterocystidae Cavalier-Smith & von der Heyden 2007
      - Género Chlamydaster Rainer 1968
      - Género Pterocystis Siemensma & Roijackers 1988 non Lohmann 1904
      - Género Raineriophrys Mikrjukov 2001 [Rainierophrys (sic); Raineria Mikrjukov 1999 non Osswald 1928 non de Notaris 1838; Echinocystis Mikrjukov1997 non Haeckel 1896 non Bhatia & Chatterjee 1925 non Torrey & Gray 1840 non Gregory 1897]

  - Ordem Acanthocystida Cavalier-Smith 2011
    - Subordem Marophryina Cavalier-Smith 2011
      - Família Marophryidae Cavalier-Smith & von der Heyden 2007
        - Género Marophrys 

    - Subordem Chalarothoracina Hertwig & Lesser 1874 stat n. Cavalier-Smith 2011
      - Família Raphidiophryidae Mikrjukov 1996 emend. Cavalier-Smith & von der Heyden 2007
        - Género Heteroraphidiophrys Mikrjukov & Patterson 2000
        - Género Polyplacocystis Mikrjukov 1996
        - Género Pseudoraphidiophrys Mikrjukov 1997
        - Género Raphidiophrys Archer 1867 [Raphidiaphrys (sic) Greeff 1869]

      - Família Acanthocystidae Claus 1874 emend. Cavalier-Smith & von der Heyden 2007
        - Género Raphidocystis Penard 1904 [Raphidiocystis (sic) Doflein 1928 ; Rhaphidocystis (sic)]
        - Género Pseudoraphidocystis Mikrjukov 1997 [Pseudoraphidiocystis (sic)]
        - Género Acanthocystis Carter 1863 non Kuehner 1926 non Bather 1889 non Haeckel 1896 nomen nudum